# Buena Vista (Geòrgia)
Buena Vista és una població dels Estats Units a l'estat de Geòrgia. Segons el cens del 2000 tenia 1.664 habitants.

## Demografia
Segons el cens del 2000, Buena Vista tenia 1.664 habitants, 645 habitatges, i 377 famílies. La densitat de població era de 198,3 habitants per km².
Dels 645 habitatges en un 32,2% hi vivien nens de menys de 18 anys, en un 25,4% hi vivien parelles casades, en un 26,5% dones solteres, i en un 41,4% no eren unitats familiars. En el 35% dels habitatges hi vivien persones soles el 16,1% de les quals corresponia a persones de 65 anys o més que vivien soles. El nombre mitjà de persones vivint en cada habitatge era de 2,55 i el nombre mitjà de persones que vivien en cada família era de 3,23.
Per edats la població es repartia de la següent manera: un 30% tenia menys de 18 anys, un 13% entre 18 i 24, un 27,3% entre 25 i 44, un 16,8% de 45 a 60 i un 12,9% 65 anys o més.
L'edat mediana era de 30 anys. Per cada 100 dones de 18 o més anys hi havia 95,8 homes.
La renda mediana per habitatge era de 17.672 $ i la renda mediana per família de 21.738 $. Els homes tenien una renda mediana de 19.306 $ mentre que les dones 17.017 $. La renda per capita de la població era d'11.406 $. Entorn del 28,6% de les famílies i el 34,7% de la població estaven per davall del llindar de pobresa.

## Poblacions més properes
El següent diagrama mostra les poblacions més properes.